# 丝叶山芹
丝叶山芹（学名：Angelica maximowiczii var. filisectum）为伞形科当归属全叶山芹的变种。分布于中国大陆的黑龙江等地，多生长于森林河边、湿地和落叶松林中，目前尚未由人工引种栽培。